# Jueces 11
Jueces 11 es el decimoprimer capítulo del Libro de los Jueces en el Antiguo Testamento o la Biblia hebrea. Según la tradición judía, el libro fue atribuido al profeta Samuel, pero los eruditos modernos lo consideran parte de la Tradición deuteronómica, que abarca los libros de Deuteronomio a 2 Reyes, atribuidos a escritores nacionalistas y fervientes yahvistas durante la época del rey reformador de Judea Josías en el siglo VII a. C.. Este capítulo recoge las actividades del juez Jefté. perteneciente a una sección que comprende Jueces 6:1 a 16:31..

## Texto
Este capítulo fue escrito originalmente en hebreo. Está dividido en 40 versículos.

### Testigos textuales
Algunos manuscritos antiguos que contienen el texto de este capítulo en hebreo pertenecen a la tradición del Texto Masorético, que incluye el Códice de El Cairo (895), el Códice de Alepo (siglo X) y el Códice Leningradoensis (1008).
Los manuscritos antiguos existentes de una traducción al griego koiné conocida como Septuaginta (originalmente se hizo en los últimos siglos a. C.) incluyen el Codex Vaticanus (B; {\displaystyle {\mathfrak {G}}}B; siglo IV) y Codex Alexandrinus (A; {\displaystyle {\mathfrak {G}}}A; siglo V). 

## Análisis
Un estudio lingüístico de Chisholm revela que la parte central del Libro de los Jueces (Jueces 3:7-16:31) puede dividirse en dos paneles basados en los seis estribillos que afirman que los israelitas hicieron el mal a los ojos de Yahvé:
Primer panel
A 3:7 ויעשו בני ישראל את הרע בעיני יהוה
Y los hijos de Israel hicieron lo malo ante los ojos del Señor (KJV)
B 3:12 ויספו בני ישראל לעשות הרע בעיני יהוה
Y los hijos de Israel volvieron a hacer el mal otra vez ante los ojos del Señor
B 4:1 ויספו בני ישראל לעשות הרע בעיני יהוה
Y los hijos de Israel volvieron a hacer el mal otra vez ante los ojos del Señor
Segundo Panel
A 6:1 ויעשו בני ישראל הרע בעיני יהוה
Y los hijos de Israel hicieron lo malo ante los ojos del Señor
B 10:6 ויספו בני ישראל לעשות הרע בעיני יהוה
Y los hijos de Israel volvieron a hacer el mal otra vez ante los ojos del Señor
B 13:1 ויספו בני ישראל לעשות הרע בעיני יהוה
Y los hijos de Israel volvieron a hacer el mal otra vez ante los ojos del Señor
Además a partir de la evidencia lingüística, los verbos utilizados para describir la respuesta del Señor al pecado de Israel tienen patrones quiasticos y pueden ser agrupados para encajar en la división anterior:
Panel Uno
3:8 וימכרם, «y los vendió», de la raíz מָכַר, makar.
3:12 ויחזק, «y fortaleció», de la raíz חָזַק, khazaq.
4:2 וימכרם, «y los vendió», de la raíz מָכַר, makar.
Panel Dos
6:1 ויתנם, «y él les dio», de la raíz נָתַן, nathan.
10:7 וימכרם, «y los vendió», de la raíz מָכַר, makar.
13:1 ויתנם, «y él les dio», de la raíz נָתַן, nathan.
Este capítulo contiene la Narrativa de Jefté, que puede dividirse en 5 episodios, cada uno con un diálogo distinto, de la siguiente manera:
| Episodios              | Versículos  | Diálogo                | Versículos |
| ---------------------- | ----------- | ---------------------- | ---------- |
| A.                     | 10:6-16     | Israel y Yahvé         | 10-15      |
| B. La amenaza amonita  | 10:17-11:11 | Los ancianos y Jefté   | 5-11       |
| C.                     | 11:12-28    | Jefté y el rey amonita | 12-28      |
| B'. La derrota amonita | 11:29-40    | Jefta y su hija        | 34-38      |
| A'.                    | 12:1-7      | Jefté y los efraimitas | 1-4a       |

## Jefté y los ancianos de Galaad (11:1-11)
La Narrativa de Jefté tiene un patrón de relato tradicional sobre el éxito del héroe, antaño marginado, que asciende al poder en una sociedad «no dinástica» con «patrones fluidos de liderazgo». El héroe, Jefté, era hijo de una prostituta, a quien los hijos legítimos de su padre negaron el derecho a la herencia. Luego se convirtió en un jefe 'bandido social' y adquirió la destreza militar para liderar y salvar a su nación. Ante la inminente amenaza amonita, los líderes de Galaad intentaron atraer de nuevo a Jefté, al que habían marginado, ofreciéndole el cargo de «comandante», pero cuando se negó tuvieron que aumentar la oferta al cargo de «jefe» («caudillo»). El acuerdo entre Jefté y los ancianos se selló en un pacto con YHWH como testigo (Versículo 10).
Existe una estructura paralela del diálogo entre YHWH y los israelitas en Jueces 10:10-16 y el diálogo entre Jefté y los ancianos de Galaad en Jueces 11:4-11.
| YHWH y los israelitas (10:10-16)         | Jefté y los ancianos (11:4-11)                             |
| ---------------------------------------- | ---------------------------------------------------------- |
| La opresión amonita (10:7-9)             | La opresión amonita (11:4)                                 |
| Israel apela a Yahvé (10:10)             | Galaad recurre a Jefté (11:5-6)                            |
| Yahvé replica sarcásticamente (10:11-14) | Jefté replica sarcásticamente (11:7)                       |
| Israel repite la apelación (10:15-16)    | Galaad repite el llamamiento (11:8)                        |
| Yahvé se niega a ser utilizado (10:16b)  | Jefté aprovecha el momento de forma oportunista (11:9-11). |

### Versículo 1
Jefté, el galaadita, era un hombre valiente, hijo de una ramera; y Galaad engendró a Jefté.
- «Poderoso hombre de valor»: o «poderoso guerrero» (English Standard Version), término que se aplicaba en la Biblia hebrea, entre otros, a Gedeón (Jueces 6:12) y David (1 Samuel 16:18).[5] Este es exactamente el tipo de persona que necesitaban y buscaban los ancianos de Galaad para salvarlos de la amenaza del enemigo (Jueces 10:18), aunque su condición de «hijo de una ramera» (o «prostituta» en la RVR) y el haber sido expulsado por los otros hijos de su padre explican por qué los ancianos no acudieron a él de inmediato en busca de ayuda.[18]

#### Comentarios a los versículos 1-11
La figura de Jefté presenta ciertos paralelismos con la de Abimélec: mientras que este último era hijo de una concubina, Jefté era hijo de una prostituta (Jue 11,1). Ambos enfrentaron conflictos con sus hermanos: Abimélec los asesinó, mientras que Jefté fue rechazado y expulsado por ellos (Jue 11,2). Estas narraciones reflejan los intentos iniciales de establecer un gobierno estable en Israel. Primero, Gedeón rechazó ser proclamado gobernante (Jue 8,22-23); luego, Abimélec buscó el poder con el apoyo de los ciudadanos de Siquem, pero fracasó (Jue 9,1-57); finalmente, Jefté fue llamado por los ancianos de Galaad para liderar sus tropas (Jue 11,5-11). Aunque aún no se utiliza el título de rey, estas historias preludian el surgimiento de la monarquía.
Jefté se distinguía por sus extraordinarias habilidades como guerrero (Jue 11,1) y por su profunda confianza en el Señor (Jue 11,9). A pesar de su origen humilde y del rechazo de sus hermanos, Dios lo eligió para salvar a Israel, resaltando una vez más la gratuidad de su elección. Dios prefiere a quienes los hombres desprecian, transformándolos en instrumentos de salvación para su pueblo.
Agustín de Hipona ve en Jefté una figura de Cristo, dado el rechazo que ambos enfrentaron de su propio pueblo: 

A Jefté lo reprobaron sus hermanos y lo echaron de la casa paterna. (…) Lo mismo hicieron con el Señor los príncipes de los sacerdotes, escribas y fariseos, acusándolo como destructor de la ley y tratándolo como un hijo ilegítimo. (…) El hecho de que quienes despreciaron a Jefté recurrieran luego a él para ser liberados prefigura cómo aquellos que rechazaron a Cristo, al volver a Él, encuentran la salvación.

## La diplomacia de Jefté con el rey amonita (11:12-28)
El concepto de «guerra justa» fue el tema principal del intercambio entre Jefté y el rey de los amonitas, que discutían sobre los derechos de la tierra utilizando un «lenguaje jurídico» (véase la fórmula en 2 Crónicas 35:21; 2 Reyes 3:13; 1 Reyes 17:18). Jefté exige saber qué justifica la invasión amonita contra Israel, y el rey amonita responde proporcionando una versión de los hechos registrada en Números 21:21-31 (cf. Deuteronomio 2:26-35), pero pintando a Israel como el agresor injusto. En una larga respuesta, Jefté dio una versión proisraelí de la toma del territorio en disputa utilizando tres argumentos:
1. Israel tomó la tierra en una guerra defensiva, porque Sehón, rey de Hesbón, no permitió que Israel pasara pacíficamente por su territorio durante el Éxodo (Versículos 15-22).
2. YHWH, Dios de los israelitas, ha dado esta tierra a su pueblo, en alusión a Balac, rey de Moab (versículo 25), que parecía aceptar que se concedieran a Israel ciertas tierras (véase Números 22-24, especialmente 24:25; véase también Números 21:10-20 (versículos 23-25);
3. Israel había poseído el territorio en disputa durante 300 años, por lo que el «plazo de prescripción» de las reclamaciones de tierras había terminado (versículos 26-28).[5].

Como era de esperar, el rey amonita rechazó los argumentos de Jefté, porque en un «estado debilitado» (Jueces 10:8-9) Israel no debería tener poder para negociar, pero Jefté había estado dispuesto a dar una oportunidad a la diplomacia antes de la guerra y se mostró como el líder de Israel.

## Voto de Jefté (11:29-40)
Esta sección contiene la cuarta parte de la Narrativa de Jefté que registra la victoria de Jefté sobre los amonitas, que se ve ensombrecida por su voto poco meditado, y un diálogo especial entre Jefté y su hija en los Versículos 34-38. En otras culturas del Próximo Oriente antiguo, los guerreros suelen prometer a la deidad algo de valor a cambio de su ayuda en la guerra, una creencia particular en la eficacia del sacrificio en la ideología de la «prohibición» (hebreo: herem), que lleva a la consagración de bienes valiosos tras la victoria (cf.Números 21:2-3; la terminología en Deuteronomio 13:16). Sin embargo, en este caso, el voto de Jefté se considera precipitado y manipulador:
1. Es manipulador (el carácter de Jefté como se señaló en secciones anteriores) con la intención de que YHWH cumpla. Irónicamente, demuestra la insensatez de Jefté y su falta de fe en el poder de YHWH para cumplir Su palabra.
2. Es temerario e imprudente porque añade, sin precedentes en la Biblia hebrea, «lo que salga de la puerta de mi casa» a la buena intención adecuada de un holocausto común (como figura en la Torá) a YHWH después de la victoria.

La narración enmarca el voto (versículos 30-31) dentro de los registros de las batallas y la victoria sobre los amonitas en los versículos 29 y 32 para mostrar que el voto de Jefté es totalmente innecesario, ya que sus últimas palabras al rey amonita deberían ser suficientes, «Que el Señor, el Juez, decida hoy la disputa entre los israelitas y los amonitas» (versículo 27), que YHWH entregaría a los amonitas en manos de Jefté igual que YHWH entregó a Sijón a los israelitas (versículo 21).  A pesar de la comprensible renuencia de Jefté y su hija (versículos 37-38), ambos decidieron cumplir el voto (versículo 39). La obediencia de la hija de Jefté se recuerda y se señala en una estructura correspondiente en los versículos 37-40 como sigue:
| Versículos 37-39a      | Versículos 39a-40                        |
| ---------------------- | ---------------------------------------- |
| Dos meses              | anual, cuatro días al año                |
| ella fue (hebreo: hlk) | Las hijas de Israel fueron (Hebreo: hlk) |
| sus compañeras         | las hijas de Israel                      |
| lamentar (hebreo: bkh) | Conmemorar (hebreo: tnh)                 |

#### Comentario a los versículos 29-40
La Biblia condena de manera explícita el sacrificio humano, considerándolo un grave pecado, un crimen y una forma de idolatría (cf. Lv 18,21; 20,2-5; Dt 12,31; 18,10; Mi 6,7). Estas prácticas eran comunes entre los pueblos vecinos de Israel, como los moabitas y fenicios, y se describen en textos históricos y bíblicos, como el sacrificio del primogénito de Mesá, rey de Moab (2 R 3,27). Aunque en ocasiones se practicaron en Israel (2 R 16,3), las Escrituras reprueban este acto. Sin embargo, el sacrificio de la hija de Jefté (Jue 11,29-40) es relatado sin un juicio explícito, lo que resulta desconcertante. Este episodio, que se conmemoraba anualmente (Jue 11,40), parece conservarse para destacar la importancia del cumplimiento de los votos hechos a Dios, pero también advierte sobre los peligros de formular promesas de manera precipitada o imprudente. Esta enseñanza se encuentra reflejada en otros pasajes bíblicos que regulan los votos y su cumplimiento (cf. Nm 30,3; Dt 23,22-24; Qo 5,3-4). 
Con la plenitud de la revelación, queda claro que una promesa o voto a Dios debe versar sobre algo bueno y posible; en caso contrario, su cumplimiento no sería acto de fidelidad, sino de error. La acción de Jefté, por tanto, es reprobable, ya que Dios no puede aceptar un acto intrínsecamente malo como expresión de devoción. El Catecismo de la Iglesia Católica (n. 2102) afirma que un voto es "una promesa deliberada y libre hecha a Dios acerca de un bien posible y mejor", subrayando que los votos deben ser actos de devoción, nunca de error o imprudencia.

#### Comentario a los versículos 37
La hija de Jefté, al conocer el voto realizado por su padre, le pidió un aplazamiento para poder «llorar su virginidad» (Jue 11,37). Esto refleja el profundo dolor de saber que moriría sin haber cumplido las aspiraciones fundamentales de una mujer israelita: casarse y tener descendencia. En la cultura de Israel, no llegar a ser esposa y madre era motivo de tristeza y vergüenza, ya que la maternidad se consideraba una forma de participar en las promesas de Dios al pueblo. El lamento de la hija de Jefté subraya la tragedia personal de su sacrificio, amplificando el dramatismo de un episodio que señala los riesgos de los votos precipitados y las consecuencias de decisiones imprudentes.